# جامعة الجزيرة الخاصة
جامعة الجزيرة الخاصة هي جامعة سورية خاصة مقرها مدينة درعا / غباغب . أُنشأت عام 2007 في محافظة دير الزور بهدف تقديم خدمات التعليم الجامعي وما بعد الجامعي للمنطقة الشرقية من سوريا.  ولكن انتقلت حوالي عام 2019 إلى محافظة درعا بحجة تضرر مقرها.
يقع الحرم الجامعي ل جامعة الجزيرة الخاصة في مدينة غباغب في محافظة .درعا. على الطريق الواصل بين مدينة درعا و مدينة نوى

## الكليات
- كلية الهندسة ولها ثلاثة اقسام: الهندسة المدنية، المعمارية، المعلوماتية
- كلية إدارة الأعمال.
- كلية الصيدلة.

## وصلات خارجية
- [/http://www.jude.edu.sy/ موقع الجامعة الرسمي]
- مرسوم بإحداث جامعة الجزيرة الخاصة في دير الزور، جريدة الفرات، 1-4-2007